# Jungle Fever
Jungle Fever är en romantisk dramafilm från 1991 i regi av Spike Lee, som även skrev filmens manus och var producent. Huvudrollerna spelas av Wesley Snipes och Annabella Sciorra. Filmen är Halle Berrys första långfilm.

## Handling
Flipper (spelad av Wesley Snipes) är en lyckligt gift svart arkitekt med en dotter. En dag får han en ny arbetskamrat, italienskan Angie (Annabella Sciorra). Snart inleder de ett förhållande, men Flippers fru får veta om det och kastar ut honom. Bådas omgivning reagerar med avsky mot deras förhållande över rasgränserna.

## Medverkande i urval
- Wesley Snipes – Flipper Purify
- Annabella Sciorra – Angie Tucci
- Spike Lee – Cyrus
- Ossie Davis – den gode kyrkoherden doktor Purify
- Ruby Dee – Lucinda Purify
- Samuel L. Jackson – "Gator" Purify
- Lonette McKee – Drew Purify
- John Turturro – Paulie Carbone
- Frank Vincent – Mike Tucci
- Anthony Quinn – Lou Carbone
- Halle Berry – Vivian